# Zdeněk Kovář (fotbalista)
Zdeněk Kovář (12. srpna 1949 – 23. února 2013) byl český fotbalista, obránce. Po skončení aktivní kariéry byl dlouholetým funkcionářem FK Chmel Blšany a FK Teplice a také až do konce osmdesátých let působil jako fotbalový rozhodčí, i v nejvyšší soutěží. Do týmu Blšan získal z mladšího dorostu Plzně za 350 000 Kč brankáře Petra Čecha, kterého později prodal do Sparty za 21 milionů.

## Fotbalová kariéra
Začínal v Motorletu, jako dorostenec přišel do Sparty, kde hrál i tehdejší 2. celostátní ligu za béčko. Na vojně hrál za VTJ Žatec. Do Teplic přišel v roce 1971 z Chomutova. V československé lize hrál v letech 1971–1974 za Sklo Union Teplice. Nastoupil ve 21 ligových utkáních. V zimě 1974 odešel do Děčína a přes Most se vrátil do VTJ Žatec, se kterým postoupil do druhé nejvyšší soutěže. Do Blšan přestoupil v době, kdy hrály v krajské soutěži.

## Ligová bilance
| Ročník                                   | Zápasy | Góly | Klub               |
| ---------------------------------------- | ------ | ---- | ------------------ |
| 1. československá fotbalová liga 1971/72 | 12     | 0    | Sklo Union Teplice |
| 1. československá fotbalová liga 1972/73 | 4      | 0    | Sklo Union Teplice |
| 1. československá fotbalová liga 1973/74 | 5      | 0    | Sklo Union Teplice |
| CELKEM                                   | 21     | 0    |                    |